# هادان (سردسير)
هادان (بالفارسية: هادان) هي قرية تقع في إيران في قسم سردسیر الريفي. يقدر عدد سكانها بـ 421 نسمة بحسب إحصاء 2016.